# Setzu
Setzu (sardinsky: Sètzu) je italská obec (comune) v provincii Sud Sardegna v regionu Sardinie. Nachází se ve výšce 216 metrů nad mořem a má 131 obyvatel. Rozloha obce je 7,77 km².